# Shakespeare-kertek

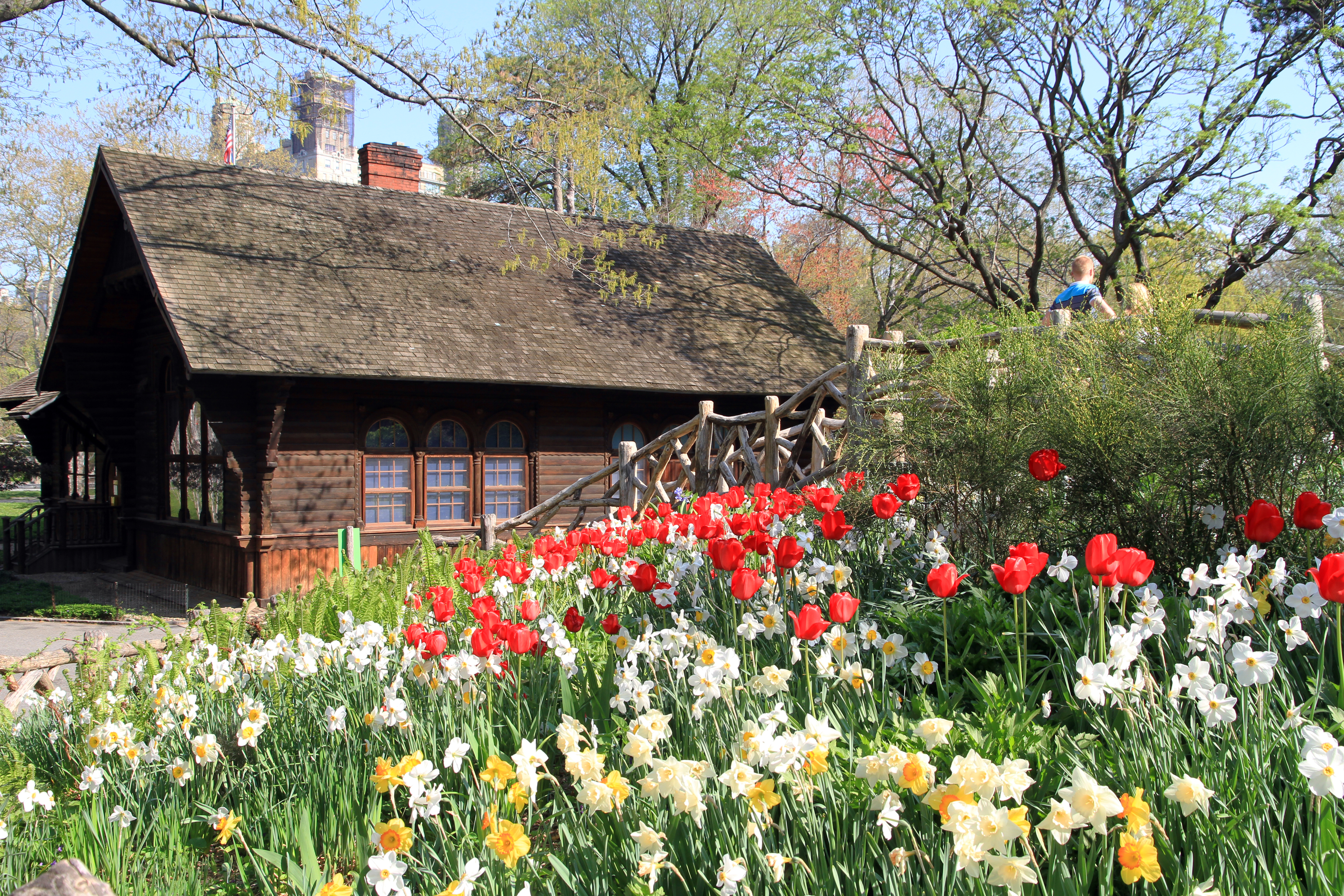
Shakespeare-kert a Central Parkban

A Shakespeare-kertek olyan tematikus kertek, amelyekben William Shakespeare műveiben előforduló növények vannak elültetve. A Shakespeare-kertek leginkább az angolszász országokban népszerűek, de világszerte megtalálhatóak. Nagyrészt szabadon látogatható közkertek, amelyek nagyobb parkokhoz, egyetemi kampuszokhoz tartoznak. Shakespeare-kertek vannak például a New York-i Central Parkban, Clevelandben és az angliai New Place-ben.
A kertekben jellemzően több tucat növényfajta fordul elő természetes, sűrűn növekvő vagy rendezett, geometrikus elrendezésben. A növények mellett általában hozzájuk kapcsolódó idézetek vannak feltüntetve. Bizonyos Shakespeare-kertekben nem csupán az író darabjaiban, illetve szonettjeiben említett növények, hanem egyéb jellegzetes Erzsébet-korabeli fajták is előfordulnak.

## Shakespeare-i növényfajták
A legismertebb növényekre való utalás Shakespeare műveiben – amely nemcsak futólagos említés, mint a híres Rómeó és Júlia idézet, „Mi is a név? Mit rózsának hivunk mi, bárhogy nevezzük, éppoly illatos” – a Hamlet következő szakasza:
Ophelia: Itt egy rozmaring szál, az emlékezetre; kérlek, édes rózsám, hogy jussak eszedbe: itt meg háromszín ibolya, ez való a gondolatra.
Laertes: Értelem, az őrültségben; összeillesztve gondolat és emlékezet.
Ophelia: Nesze, neked ánis, meg galambvirág; neked ihol a ruta; ebből nekem is egy kicsit; vasárnap úgy hívhatjuk, hogy: irgalomfű; ön a rutáját egy kis különbséggel viselheti. Ne neked százszor szép; adnék violát is, de mint elhervadt, mikor az atyám meghalt. Azt mondják, istenesen mult ki – 
Ezen felül Shakespeare a növényeket történelmi szimbólumokként is alkalmazza, így bukkan fel például a fehér és a vörös rózsa a VI. Henrik első részében, amelyek a rózsák háborújára utalnak.

## Fordítás
- Ez a szócikk részben vagy egészben  a   Shakespeare garden című angol Wikipédia-szócikk fordításán alapul.  Az eredeti cikk szerkesztőit annak laptörténete sorolja fel. Ez a jelzés csupán a megfogalmazás eredetét és a szerzői jogokat jelzi, nem szolgál a cikkben szereplő információk forrásmegjelöléseként.